# Suhr
Suhr is een gemeente en plaats in het Zwitserse kanton Aargau en maakt deel uit van het district Aarau.
Suhr telt x inwoners.

## Geboren
- Kurt Röthlisberger (1951), voetbalscheidsrechter